# 哈拉尔·玻尔
哈拉尔·奧古斯特·玻尔（丹麥語：Harald August Bohr，1887年4月22日—1951年1月22日），丹麦数学家、足球运动员。著名物理学家尼尔斯·玻尔的弟弟，兄弟关系非常亲密。据说，在他们年轻的时候，哈拉尔比他的哥哥更为聪明出色。
哈拉尔·玻尔的专攻是数学分析，建立了周期函数研究的主要基础。他与剑桥大学著名数学家高德菲·哈代是同事。玻尔同时也是一名优秀的足球运动员，他代表丹麦国家足球队参加了1908年夏季奥林匹克运动会足球比赛并闯入决赛，最终获得奥运亚军，哈拉尔在赛事中打入2球。

## 數學職業
像他的父親和兄弟一樣，玻爾在1904年就讀於哥本哈根大學，在那裡他學習了數學，並於1909年獲得了碩士學位，一年後獲得了博士學位。在他的導師中有赫羅尼姆斯·格奧爾格·澤爾岑和托瓦爾·N·蒂勒。

## 足球
玻爾還是一位出色的足球運動員。他在AB哥本哈根擁有很長的職業生涯，1903年以16歲的身份首次亮相。在1905賽季中，他與兄弟Niels一起踢球 ，後者是守門員。在1908年夏季奧運會上，哈拉爾德（Harald）被選為丹麥國家足球隊隊長，這是足球第一次在官方比賽中正式出現。

## 卡伊·蒙克
1944年1月4日卡伊·蒙克被謀殺後，丹麥抵抗報《自由丹麦人》（De frie Danske）发表了有影響力的斯堪的納維亞人（包括玻爾）的譴責。